# Louis-Alexandre Jard-Panvillier
Louis-Alexandre Jard de Panvillier, né le 7 novembre 1757 à Aigonnay, mort le 13 avril 1822 à Paris dans l'ancien 10e arrondissement, est un homme politique de la Révolution française, du Consulat, du Premier Empire et de la Restauration. 

## Biographie

### Médecin à Niort et début de carrière politique
Jard-Panvillier est le fils de Jacques Gilles Jard, seigneur de Panvillier, maître es arts en chirurgie, médecin de Niort. Il s'engage dans la même voie que son père et est reçu docteur en médecine, avant de s'installer à Niort. Il devient un notable important de cette cité.
Grâce à sa position sociale, il débute avec la Révolution une carrière politique et est élu en janvier 1790 premier maire constitutionnel de Niort. En juillet de la même année, le voici procureur-syndic du nouveau département des Deux-Sèvres.

### Première députation à la Législative
En septembre 1791, Jard-Panvillier est élu député du département des Deux-Sèvres, le premier sur sept, à l'Assemblée nationale législative.    
En avril 1792, il vote pour que les soldats du régiment de Châteauvieux, qui s'étaient mutinés lors de l'affaire de Nancy, soient admis aux honneurs de la séance. En août, il vote contre la mise en accusation du marquis de Lafayette.   

### La Convention: de la modération au royalisme
En septembre 1792, Jard-Panvillier est réélu député des Deux-Sèvres, le deuxième sur sept, à la Convention nationale. 
Il siège sur les bancs de la Plaine mais affiche des proximités avec les élus de la Gironde. Son collègue des Deux-Sèvres Gaspard Duchastel est décrété d'arrestation puis guillotiné le 10 brumaire an II (31 octobre 1793). Son autre collègue Michel Lecointe-Puyraveau, avec qui il effectue une mission dans les départements, est brièvement menacé d'arrestation le même mois. 
Lors du procès de Louis XVI, Jard-Panvillier vote « la détention et le bannissement à la paix », et se prononce pour l'appel au peuple et pour le sursis à l'exécution. En avril 1793, il vote en faveur de la mise en accusation de Jean-Paul Marat. Celui-ci le dénonce un mois plus tard dans son journal comme « membre de la faction des hommes d’État » et le qualifie de « législateur en salivation ». Jard-Panvillier ne participe pas au scrutin sur le rétablissement de la Commission des Douze à la fin du mois de mai 1793. Il se trouve alors en mission aux côtés de Lecointe-Puyraveau auprès de l'armée des côtes de La Rochelle. Tous deux sont rappelés sur motion de Marat et de Robespierre, ce dernier jugeant qu'ils sont « violemment prévenus, pour ne pas dire convaincus, d'avoir favorisé les rebelles ». 
Après le 9 thermidor, Jard-Panvillier se rallie évidemment à la réaction thermidorienne et fait partie de ces députés convertis au royalisme. Il se lance dans la poursuite des terroristes de l'an II et le premier dénonce Carrier. Le 19 février 1795 il dénonce la vente des jardins des presbytères, puis réclame des secours pour la veuve du dantoniste Philippeaux. Il obtient même des aides pour des religieuses anglaises dont les biens ont été confisqués.
Le 7 avril, il est chargé de l'organisation de l'instruction publique dans les nouveaux départements de la Belgique annexée. 
Le 6 août, Jard-Panvillier reçoit une nouvelle mission auprès des armées des côtes de Cherbourg et de la Rochelle.

### Le Directoire: le député clichyen
En octobre 1795 il est réélu pour un troisième mandat au Conseil des Cinq-Cents par cinq départements. Il choisit de représenter à nouveau les Deux-Sèvres. Sous le Directoire il siège franchement avec les députés de droite, royalistes membres du Club de Clichy. Il s'attaque à la fameuse loi du 3 brumaire an IV excluant les parents d'émigrés des emplois publics. Le 4 novembre 1796 il propose l'aliénation de tous les presbytères, un projet qu'il n'aura de cesse de défendre. En effet ces bâtiments sont alors réquisitionnés par l'État pour servir d'écoles ou de mairies. En bon catholique, Jard-Panvillier espère qu'en vendant les presbytères les curés pourraient racheter ceux-ci à bas prix du fait de la dépréciation de l'assignat. Sa proposition est ainsi soutenue par le parti royaliste mais n'aboutit pas.
Réélu aux élections de 1797, il intervient à plusieurs reprises à la tribune au sujet des presbytères, puis fait liquider les pensions des gagistes de la liste civile. Il propose également de réviser la loi sur la liquidation des dettes des émigrés puis intervient sur les questions religieuses. Le 18 août 1797 il est élu secrétaire du Conseil qui a basculé dans le camp royaliste. 
Malgré son royalisme, Jard-Panvillier échappe aux proscriptions du Coup d'État du 18 fructidor et conserve son siège.
Il se fait ensuite remarquer le 25 juillet 1799 en combattant la loi sur les otages, ainsi qu'en refusant que l'on déclare la patrie en danger. Le 26 septembre, il combat comme anticonstitutionnelle et liberticide la proposition du général Jourdan déclarant traîtres à la patrie ceux qui voudraient réviser la constitution ou attenter à l'intégrité du territoire de la République. 

### Un grand notable du régime napoléonien
Après le Coup d'État du 18 brumaire Jard-Panvillier se rallie au régime consulaire. Cela lui permet d'être envoyé comme commissaire dans plusieurs départements, dont la Vendée. Puis il entre au Tribunat et occupe les principales fonctions de cette assemblée, dont il est secrétaire, questeur et finalement président. En 1804 il est rapporteur de la proposition concernant l'établissement du Premier Empire, et en fait la lecture devant le Sénat conservateur. Son discours est marqué de violentes attaques envers la Maison de Bourbon. La même année il est fait chevalier de l'Ordre de la Légion d'honneur.
En 1805-1806, Jard-Panvillier tente de se faire nommer au Sénat mais n'y parvient pas. À la suppression du Tribunat, Napoléon Ier le nomme président de chambre à la Cour des comptes. Le 2 juillet 1808 il est fait chevalier d'Empire, puis baron le 28 avril 1813. En décembre 1812 il fait partie de la délégation chargée d'accueillir l'empereur après la retraite de Russie. Il en profite pour effectuer à l'égard de Napoléon des protestations de fidélité après l'échec de la conspiration de Malet.
En 1814 il soutient la déchéance de l'empereur mais se rallie à ce dernier lors de son retour de l'Ile d'Elbe, le 20 mars 1815. Après la défaite de Waterloo, Jard-Panvillier retourne une nouvelle fois sa veste et soutient le retour de Louis XVIII. 

### La Restauration: le monarchiste constitutionnel
La Restauration permet à ce royaliste modéré de poursuivre sa carrière politique. Le 22 août 1815 les Deux-Sèvres l'élisent de nouveau député avec 91 voix sur 173 votants. Réélu successivement en 1816 et 1817, il siège au centre, au sein du groupe des monarchistes constitutionnels fidèles à l'esprit de la Charte de 1815. Il suit en cela la trajectoire d'autres anciens conventionnels conservateurs tels que Lanjuinais. 
Le 5 mai 1816, il est chargé en tant que doyen des présidents de la Cour des comptes de haranguer le roi Louis XVIII à l'occasion du deuxième anniversaire de son entrée dans Paris. Oubliant quelque peu son ancien bonapartisme, il flétrit dans son discours les Cent-Jours auxquels il avait adhéré.
Jard-Panvillier meurt en cours de mandat en 1822 à l'âge de 64 ans. Il repose au cimetière du Père-Lachaise,. Son fils Charles-Marcellin Jard-Panvillier (1789-1852) suit les traces de son père et devient conseiller-maître à la Cour des comptes.

## Hommage
- Légion d'honneur[17] :
  -  Chevalier le 26 septembre 1803
  -  Commandeur 14 juin 1804

Une rue de la ville de Niort porte son nom.

## Sources
- « Louis-Alexandre Jard-Panvillier », dans Adolphe Robert et Gaston Cougny, Dictionnaire des parlementaires français, Edgar Bourloton, 1889-1891 [détail de l’édition]
- Joseph Fr. Michaud, Louis Gabriel Michaud, Biographie universelle, ancienne et moderne, 1858, Volume 20, p. 566-567.
- Georges Lefebvre, La France sous le Directoire (1795-1799), Paris, Éditions sociales, 1977
- Jacques-Alphonse Mahul, Annuaire nécrologique, ou Supplément annuel et continuation de toutes les biographies ou dictionnaires historiques, 3e année, 1822, Paris : Ponthieu, 1823, p. 121-122